# Estación IyoŌhira

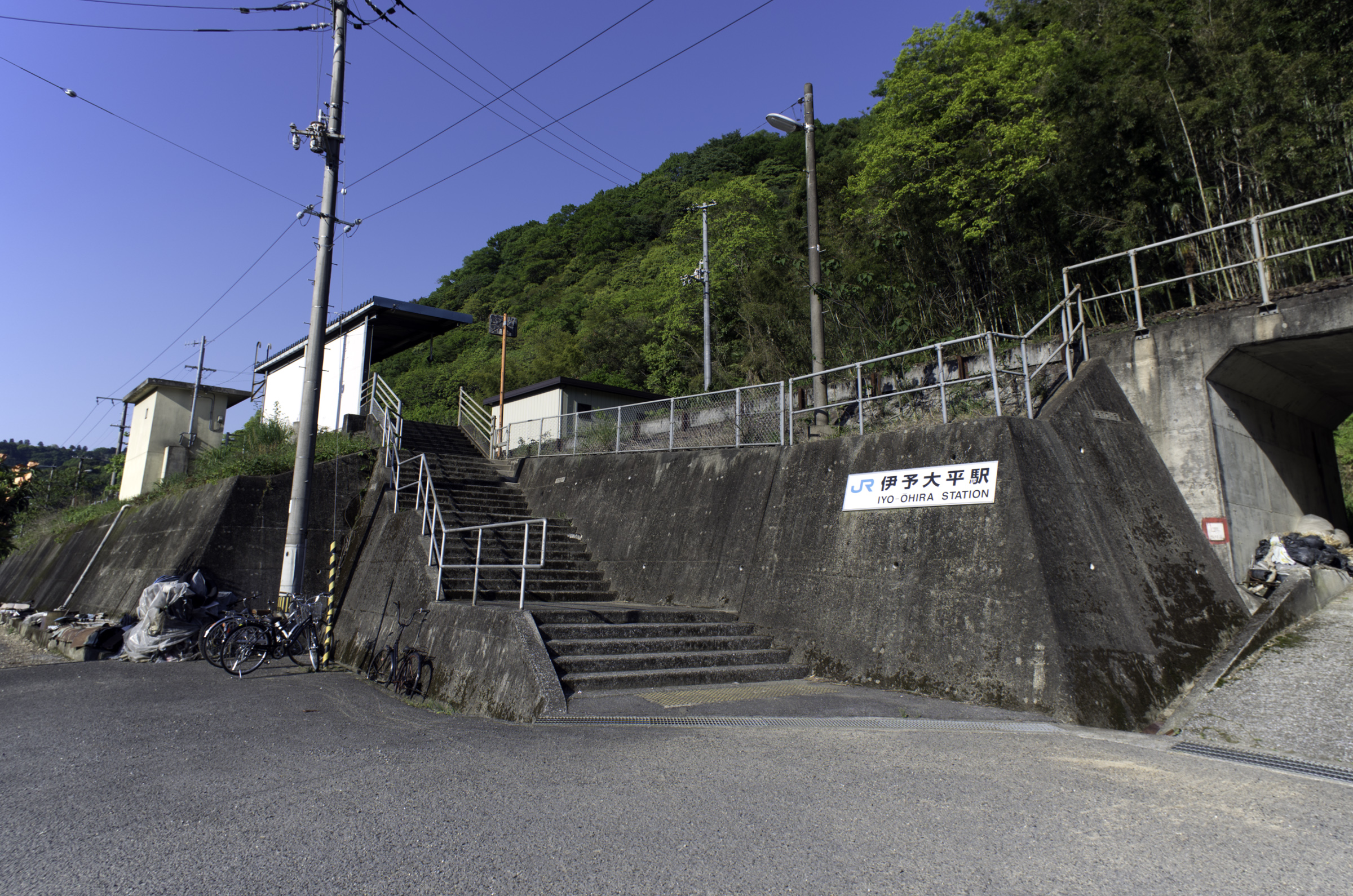
Estación Iyo Ohira

La estación IyoŌhira (伊予大平駅 IyoŌhira-eki?) es una estación de la línea Yosan de la Japan Railways que se encuentra en la ciudad de Iyo de la prefectura de Ehime. El código de estación es el "U07".

## Estación de pasajeros
Cuenta con una plataforma, la cual posee un único andén (andén 1). 

### Andén
| 1 | ● Línea Yosan | Hacia Iyo y Matsuyama (los servicios rápidos no se detienen)                   |
| 1 | ● Línea Yosan | Hacia Uchiko, Ōzu, Yawatahama y Uwajima (los servicios rápidos no se detienen) |

## Alrededores de la estación
- Ruta Nacional 56

## Historia
- 1986: el 3 de marzo se inaugura la estación IyoŌhira.
- 1987: el 1 de abril pasa a ser una estación de la división Ferrocarriles de Pasajeros de Shikoku de la Japan Railways.

## Estación anterior y posterior
- Línea Yosan 
  - Estación Mukaibara (U06)  <<  Estación IyoŌhira (U07)  >>  Estación Iyonakayama (U08)